# Bozza pratese
La bozza pratese o bozza di Prato è un tipico pane toscano diffuso nel comune di Prato.

## Descrizione
È un pane altamente digeribile senza sale, come da tradizione toscana, caratterizzato da una forma rettangolare, colore bruno scuro, toppatura bianca di farina e sapore leggermente acido. La farina di grano tenero viene impastata con acqua e lievito naturale. L’impasto, dopo essere stato a riposo, viene infornato e nel caso della bozza viene lavorato nuovamente e poi tagliato con cura a mano. Infine viene cotto nel forno.

## Storia
Sin dal Duecento è stato sempre oggetto di particolare attenzione da parte dei Comuni, tra cui quello di Prato. Numerose furono infatti le delibere comunali della città che si sono susseguite nei secoli, legate a questo tema in nome dell’interesse pubblico. Per calmierare il prezzo di questo bene di prima necessità, il Comune di Prato determinava periodicamente il prezzo di vendita al minuto del pane (4 luglio 1276) e nominava degli Ufficiali che vigilassero sulla gabella del pane, sui pesi e le misure e sull’attività dei mugnai (offitiales super cabella panis et offitio mugnarioruum ponderum et menserurarum). Veniva addirittura stabilito dal Comune il prezzo per la cottura del pane, che i panicuocoli dovevano applicare ai clienti che chiedevano loro questo servizio. Si proibiva inoltre di preparare il pane per la vendita a chi non fosse solito esercitare il mestiere di panettiere, ruolo che era mantenuto in una sorta di esclusiva. I panettieri e i fabbricanti di pane pratesi dovevano obbligatoriamente dotarsi di un particolare sigillo che doveva essere impresso sopra il pane da mettere in vendita.
Il professor Manetti nel 1766 osserva che, in Toscana, oltre al pane eccellente prodotto a Firenze, tra i migliori tipi di pane ci sono anche quello preparato a Prato, modellato in forme rotonde, quello di Pisa e quello di Colle Val d’Elsa, realizzato a forma di coppia, cioè costituito da due pagnotte unite tra loro. Infatti egli scrive: Nè mai a Firenze si è potuto imitare il pan di Prato ch’è l’ottimo della Toscana, segno evidente che l’acqua di que’ luoghi è quella che gli dona quel grado di perfezione che le altre acque non posson dare.
La guida turistica di Richard Lassels pubblicata postuma e aggiornata all’edizione del 1832 descrive il viaggio fra Bologna e Firenze, nel cui percorso incontra la città di Prato. Tra le varie eccellenze degne di nota scrive: Il Pane di Prato è di qualità eccellente, e reputasi il migliore della Toscana.
Nelle varie edizioni delle guide di viaggi e itinerari italiani, edite nei primi anni dell’Ottocento dagli editori Pietro e Giuseppe Vallardi di Milano, tra le eccellenze segnalate al viaggiatore che incontra la città di Prato, è ribadito: Il Pane di Prato è di una qualità eccellente, il migliore della Toscana.